# Karl-Maria Kertbeny
Karl-Maria Alexandru Kertbeny o Károly Mária (Vienna, 28 febbraio 1824 – Budapest, 23 gennaio 1882) è stato uno scrittore, traduttore, bibliografo e patriota ungherese.
Pioniere del primo movimento omosessuale, fu lui a creare, in un suo opuscolo del 1869, la parola "omosessualità".

## Biografia
Karl Maria Benkert (poi Károly Mária Kertbeny) nasce a Vienna il 28 febbraio del 1824, traduttore e scrittore in proprio, inventore del neologismo ”omosessualità”. Fu Havelock Ellis nei suoi Studi sulla psicologia sessuale (pubblicati tra il 1896 e il 1928) a rivelare che:
Ellis lo aveva saputo da un'altra lettera che Karl Heinrich Ulrichs aveva scritto a un amico (Karl Egells), nel 1884, lamentandosi del fatto che Benkert-Kertbeny avesse creato questo neologismo "impuro" (composto dal greco omoios = lo stesso, e dal latino sexus = sesso) perché geloso del suo "urningo". In realtà, sono parecchie le parole inventate dallo scrittore ungherese, delle quali avranno qualche fortuna solo "omosessualismo", "omosessuale", "normalsessuale", oltre a "eterosessuale" e "omosessualità".
In qualche modo Ulrichs e Kertbeny si devono essere conosciuti, magari indirettamente, dato che già nel 1865, nella prefazione al quarto volume della sua serie, Formatrix, Ulrichs spiega che il primo riferimento scritto alle mie teorie è apparso in Erinnerungen an Charles Sealsfield, di Kertbeny, pubblicato a Lipsia nel 1864, a pag. 74. Sull'Annuario di Magnus Hirschfeld del 1905 apparve poi la notizia che i due furono in corrispondenza e che
Kertbeny scrisse pure che
(che era lo pseudonimo inizialmente utilizzato da Ulrichs.)

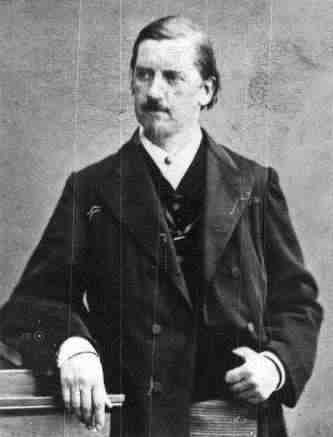
Una foto di Kertbeny (o Benkert) nel 1850/60.

Le informazioni di Ellis, comunque, hanno contribuito a diffondere alcuni errori duri a morire. Innanzitutto, il nome, che ancora oggi viene scritto in molti modi diversi: in ungherese è Károly Mária, che in tedesco è Karl-Maria Benkert. Poi, Kertbeny Karoli non è uno "pseudonimo" di Benkert, ma un anagramma "legale" che egli venne autorizzato a portare dal 1845 in poi. Ancora, Kertbeny è stato un po' di tutto: scrittore, libraio, giornalista, traduttore, bibliografo, poeta, storico, critico d'arte e perfino esportatore di vini, ma medico no. Non ha mai ricevuto un dottorato in nessun argomento e non ha mai scritto di medicina o di scienze naturali.
Infine, scrisse al ministro Adolf Leonhardt alcune lettere aperte per rispondere a un invito pubblico. Ciò avvenne dopo che, nel 1866 la Prussia tenne a battesimo la Confederazione della Germania Settentrionale. Per poter unificare anche i codici civili e penali dei numerosi Stati che ne fanno parte, la Prussia crea una commissione di sette membri che, tenendo come riferimento iniziale il codice prussiano, sollecita la collettività a esprimere la sua opinione sul progetto di unificazione. Numerosi giuristi e intellettuali fanno così conoscere, o per corrispondenza o attraverso la pubblicazione di documenti, i loro suggerimenti e commenti su questo primo progetto di codice penale unitario.

Poiché nel codice prussiano del 14 aprile 1851 c'è un paragrafo (il § 143) che punisce gli "atti contro natura" commessi tra uomini e perfino con animali, Benkert teme che esso entrerà a far parte del nuovo codice unitario, se qualcuno non interviene. Così prende la penna e scrive al presidente della Commissione dei Sette, che è proprio Leonhardt, per sostenere la tesi che lo Stato non ha alcun diritto di intromettersi negli affari privati degli individui in quel che riguarda il loro comportamento sessuale, anche se si tratta di atti omosessuali, appunto. Kertbeny non ebbe comunque fortuna, e il paragrafo 143 fu introdotto nel codice penale della Confederazione modificato solo nel numero, 152, che poco più tardi, modificato un'altra volta, divenne famoso come il § 175 del nuovo codice del Secondo Reich tedesco (1871). 

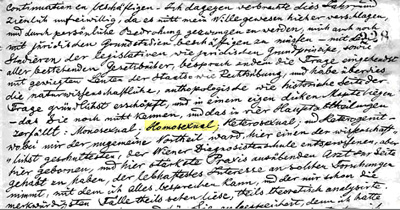
Il primo uso documentato della parola "homosexual", in una lettera di Kertbeny, nel 1868. Foto: Biblioteca nazionale ungherese.

Nel gennaio del 1855, quando morì l'unico fratello, Enrich Maria (1825-1855), Kertbeny si lamentò con la madre che Con lui si estingue la nostra stirpe, perché non possiamo contare su una discendenza. Oltre a coniare la parola "omosessuale", Benkert-Kertbeny ebbe un'intensa attività di traduttore e scrittore, collaborò con Gustav Jaeger fornendogli informazioni e materiali che finirono nel libro Entdeckung der Seele (La scoperta dell'anima, 1880): in esso è esposta la teoria secondo cui l'attrazione sessuale ha un'origine olfattiva. Fu questa l'opera che rese popolare tra i medici e la massa dei lettori il nuovo termine di Benkert e il suo opposto, eterosessuale, che sarebbe stato propagandato da Marc André Raffalovitch qualche anno più tardi. Negli ultimi anni di vita, verso il 1880, Benkert scrisse anche un saggio sulla situazione della comunità omosessuale europea, che sarebbe stato pubblicato molto tempo dopo la sua morte, nel 1900, sul secondo numero dello Jahrbuch für sexuelle Zwischenstufen curato da Magnus Hirschfeld, sempre a cura di Jaeger.

### Traduzioni e amicizie letterarie
I moti del 1848 posero fine al soggiorno di Kertbey a Berlino. Si trasferì quindi ad Halle e Weimar, dove frequentò Franz Liszt, e a Francoforte sul Meno, dove frequento i membri del Parlamento della Paulskirche, Jacob Grimm, Ludwig Uhland, Johan Hermann Detmold e Alfred Meissner, che conosceva già da Parigi. Nel frattempo vengono pubblicate le sue prime traduzioni di poesie (Jena 1848) e le poesie di Alexander Petöfi. La traduzione delle opere di Petöfi e di altri poeti ungheresi come János Arany, Mihály Vörösmarty e Mór Jókai divenne il punto centrale della sua opera e ottennero il riconoscimento di Heine, Béranger e Saint-René Taillandier.
La sua referente più importante nell'ambito della letteratura tedesca fu Bettina von Arnim, che gli scrisse fino al dicembre 1850 non meno di 60 lettere, e nei suoi scritti sottolineò l'importanza politica della poesia ungherese. Intanto Kertbeny scriveva articoli storici, politici e letterari per diverse riviste tedesche come il Nürnberger Courier, il Frankfurter Conversationsblatt, il Weser-Zeitung, il Bremer Beobachter e il Magazin für die Literatur des Auslandes. Da Lipsia, dove trascorse l'estate del 1851, preparò un'edizione di canzoni popolari ungheresi e pubblicò la fiaba Held János von Petöfi. Dopo la soppressione della rivolta ungherese, Kertbeny si stabilì nuovamente a Pest nel 1852 e nel 1854 August Heinrich Hoffmann von Fallersleben lo invitò a collaborare agli Weimarischen Jahrbüchern.

### Gli ultimi anni
Alla fine degli anni Cinquanta Kertbeny soggiornò a Vienna e a Monaco di Baviera e scrisse le sue memorie in due volumi, che furono pubblicate a Praga nel 1861 e nel 1863 principalmente come raccolta di lettere con il titolo Silhouetten und Reliquien. Alla fine del 1860 si recò a Ginevra per scrivere la storia dalle origini della città. Di questa venne pubblicato solo il progetto. Altre importanti opere da ricordare sono una vasta bibliografia tedesco-ungherese (Budapest 1860) e numerosi scritti politici. Kertbeny morì nel 1882 all'età di 58 anni a Budapest. La sua tomba è stata riscoperta nel 2001 dalla sociologa Judit Takács, che ha dedicato il suo lavoro di ricerca a Kertbeny. Si trova Il cimitero di Kerepesi a Budapest, dove riposano molte celebrità ungheresi del XIX e XX secolo. Il movimento lesbico e gay ha eretto una nuova lapide sulla tomba e dal 2002 vi viene regolarmente deposta una corona di fiori durante i festival gay. Un monumento a Kertbeny si trova nel memoriale a Petöfi nella cittadina di Albesti vicino a Sighișoara.

## Opere (Selezione)
- Bibliographie der Werke K. M. Kertbeny's 1846-1860, in: Ungarn betreffende deutsche Erstlings-Drucke. 1454-1600. Mitgetheilt von K. M. Kertbeny. Verlag der königl. ungarischen Universitäts-Druckerei, Budapest 1860 (Bibliographie der ungarischen nationalen und internationalen Literatur Bd. 1), Anhang, S. 1–14.
- Uebersicht der literarischen Thätigkeit K. M. Kertbeny's, Genf : J. W. Fick, 1861 (I. Werke. - II. Einzelne Journalartikel. - III. Einiges über Kertbeny).
- Silhouetten und Reliquien. Persönliche Erinnerungen. 2 Bde., J. F. Kober, Prag 1861–1863. Web-Ressource zu Bd. 1; Web-Ressource zu Bd. 2
- Manfred Herzer (Hrsg.): Karl Maria Kertbeny: Schriften zur Homosexualitätsforschung, Verlag Rosa Winkel / Männerschwarmskript, Hamburg 2000, ISBN 978-3-86149-103-3 Enthält die beiden 1869 anonym erschienenen Broschüren und Kertbenys Beiträge zu Gustav Jägers Buch Die Entdeckung der Seele, sowie eine Schilderung von Kertbenys Leben nach Dokumenten und Selbstzeugnissen von Manfred Herzer.
  - § 143 des Preussischen Strafgesetzbuches vom 14. April 1851 und seine Aufrechterhaltung als § 152 im Entwurfe eines Strafgesetzbuches für den Norddeutschen Bund. Offene, fachwissenschaftliche Zuschrift an seine Excellenz Herrn Dr. Leonhardt, königl. preußischen Staats- und Justizminister, 1869 (Nachdruck im Jahrbuch für Sexuelle Zwischenstufen mit einer Vorbemerkung, 1905)  Online.
  - Das Gemeinschädliche des § 143 des preussischen Strafgesetzbuches vom 14. April 1851 und daher seine nothwendige Tilgung als § 152 im Entwurfe eines Strafgesetzbuches für den Norddeutschen Bund. In Folge öffentlicher Aufforderung durch die Commission zur Berathung über jenen Strafgesetzentwurf., Serbe's (Commissions-)Verlag, Leipzig 1869  Online.
- Alphabetische Namensliste ungarischer Emigration, 1848–1864; mit Einschluss der ausserhalb Ungarn Internierten. Sammt vorläufigen biographischen Andeutungen in Abreviaturen redigirt von K.M. Kertbeny. Kiessling und Comp., Brüssel/Leipzig 1864 (Web-Ressource)
- Berlin wie es ist. Ein Gemälde des Lebens dieser Residenzstadt und ihrer Bewohner, dargestellt in genauer Verbindung mit Geschichte und Topographie. Natorff, Berlin 1881. (Reprint 1981 beim Zentralantiquariat Leipzig)
- Karl Maria Kertbeny, Schriften zur Homosexualitätsforschung (a cura di Manfred Herzer), Rosa Winkel verlag, Berlin 2000. ISBN 3-86149-103-6